# Pusztai Ferenc (labdarúgó)
Pusztai Ferenc, (eredeti neve: Pachert) (Budapest, 1910. május 15. – 1973.) válogatott labdarúgó, csatár, jobbszélső.

## Pályafutása

### Klubcsapatban
Az Újpest játékosa volt, ahol két bajnoki címet nyert a csapattal. Szorgalmas, gyors, technikás játékos volt, akinek beadásai révén gólveszélyes helyzetek alakultak ki a kapu előtt.

### A válogatottban
1933–1938 között két alkalommal szerepelt a magyar labdarúgó-válogatottban.

## Sikerei, díjai
- Magyar bajnokság
  - bajnok: 1932–33, 1934–35
  - 2.: 1933–34, 1935–36, 1937–38
  - 3.: 1936–37
- Magyar kupa
  - döntős: 1933

## Statisztika

### Mérkőzései a válogatottban
| Magyarország | Magyarország         | Magyarország                    | Magyarország | Magyarország | Magyarország | Magyarország | Magyarország | Magyarország |
| #            | Dátum                | Helyszín                        | Hazai        | Eredmény     | Vendég       | Kiírás       | Gólok        | Esemény      |
| ------------ | -------------------- | ------------------------------- | ------------ | ------------ | ------------ | ------------ | ------------ | ------------ |
| 1.           | 1933. szeptember 17. | Budapest, Hungária körúti pálya | Magyarország | 3 – 0        | Svájc        | Európa-kupa  | -            |              |
| 2.           | 1938. március 20.    | Nürnberg                        | Németország  | 1 – 1        | Magyarország | barátságos   | -            |              |
|              | Összesen             |                                 |              | 2            | mérkőzés     |              | 0            | gól          |